# موسونية أليفة الصخور
موسونية أليفة الصخور (الاسم العلمي:Moussonia rupicola) هي نوع من النباتات تتبع جنس الموسونية من الفصيلة الغزنرية.